# Berlin-Westend
Westend ist ein Ortsteil im Bezirk Charlottenburg-Wilmersdorf in Berlin, der westlich vom Ortsteil Charlottenburg gelegen ist. Ursprünglich als reine Villenkolonie geplant und nach dem vornehmen Londoner Stadtteil benannt, haben einige Teile von Westend heute ein städtisches Ambiente mit den typischen Berliner Mietshäusern.
Zentrum und Einkaufsmeile von Westend ist die Reichsstraße zwischen Theodor-Heuss-Platz und Steubenplatz in Neu-Westend. Städtebaulich markant sind in Westend die vielen unterschiedlich strukturierten Plätze: Branitzer Platz und Anneliese-und-Georg-Groscurth-Platz in der Villenkolonie Westend, der Brixplatz mit dem Brixpark, der Fürstenplatz und der Karolingerplatz jenseits der Heerstraße.

## Geographie

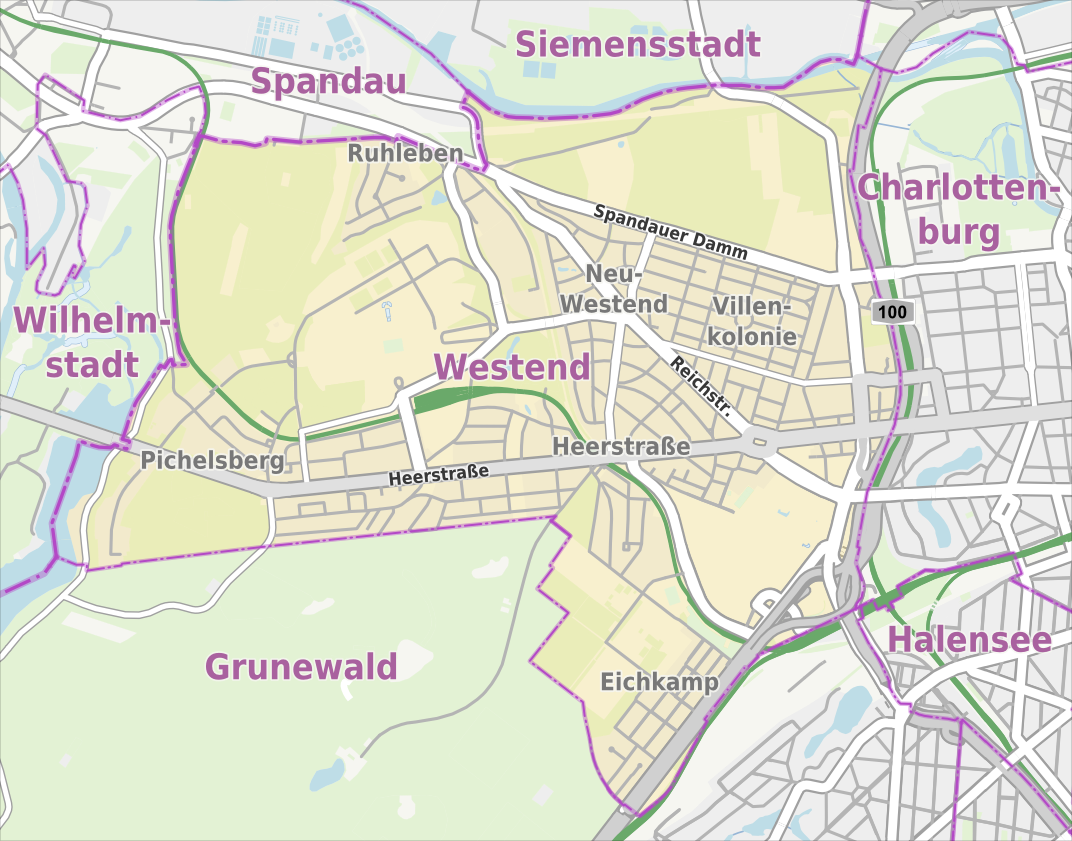
Übersichtskarte von Berlin-Westend

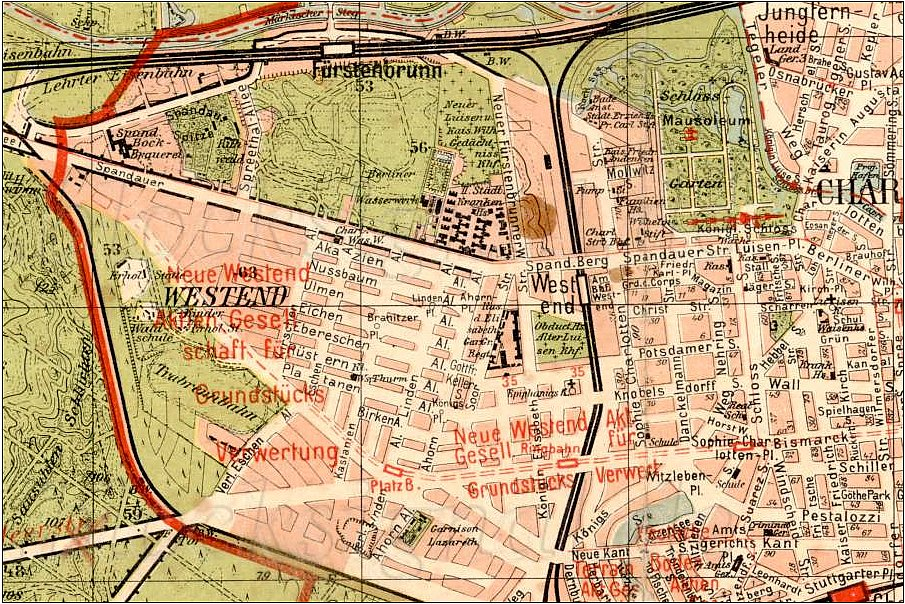
Die östlichen Bereiche des Ortsteils Westend – Ausschnitt aus der Beilage zum Adressbuch für Berlin und seine Vororte, 1907

### Lage
Westend liegt größtenteils auf der Hochebene des Teltow, die nach Norden steil zur Spree hin abbricht. Nach Norden wird Westend durch die Grenze zum Ortsteil Spandau und die Spree, nach Osten durch die Ringbahn, nach Süden durch die AVUS und den Grunewald und nach Westen durch den Stößensee sowie die Spandauer Vorortbahn begrenzt.

### Ortslagen
Mit der Neuordnung des damaligen Bezirks Charlottenburg durch Beschluss der Bezirksverordnetenversammlung Charlottenburg-Wilmersdorf vom 30. September 2004 gehören einige bekannte Ortslagen zum neugebildeten Ortsteil.
- Villenkolonie Westend
- Neu-Westend
- Pichelsberg
- Ruhleben
- Siedlung Eichkamp
- Siedlung Heerstraße

## Geschichte
Lange Zeit war die sandige, bewaldete Hochfläche nur mit einigen Windmühlen bebaut. Nach dem Sieg in der Schlacht bei Jena und Auerstedt 1806 errichtete Napoleon ein Lager für seine Besatzungstruppen am unbebauten östlichen Abhang Westends, etwa entlang der heutigen Königin-Elisabeth-Straße. Er selbst residierte im Schloss Charlottenburg. Das Lager mit dem Namen Napoleonsburg (oder: Napoleonbourg) wurde auf einen Befehl Napoleons vom Mai 1808 durch den französischen Gouverneur von Berlin, Victor Herzog von Belluno, im Juni und Juli errichtet und bereits am 2. November 1808 wieder abgebrochen. Die vordere Front des etwa rechtwinklig geschnittenen Lagers verlief etwa von der Wundtstraße am Lietzensee im Süden bis auf das Gelände der heutigen DRK-Kliniken Westend nahe Fürstenbrunn, bei einer Breite des Lagers von rund einem Kilometer. Es bestand aus 380 Wohnbaracken für je 20 Mann sowie 64 größeren Baracken für Küchen- und Speiseräume und zwei Reihen besser eingerichteter Baracken als Unterkunft für Unteroffiziere.

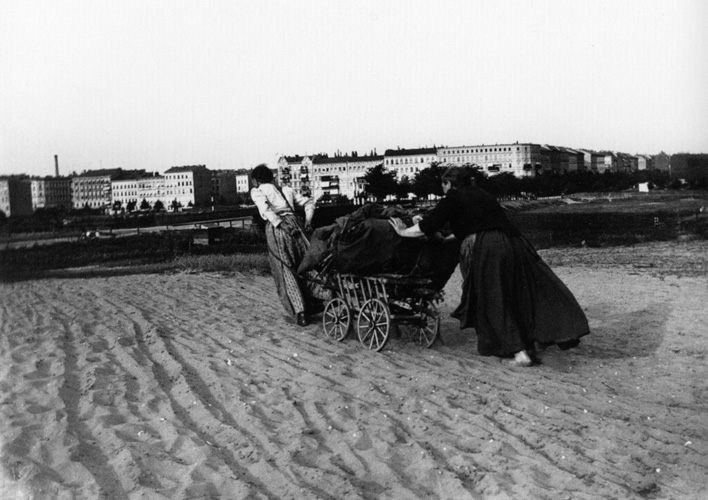
Reisigsammlerinnen auf Westend, im Hintergrund die Häuser an der Sophie-Charlotten-Straße

Nach dem Abzug der französischen Truppen fiel Westend in seinen Dornröschenschlaf zurück. Der Waldbestand, der durch das Lager und durch Abholzungen im Umfeld großflächig verschwunden war, scheint sich nie wieder erholt zu haben. Der Maler Heinrich Zille wohnte um 1900 in der Sophie-Charlotten-Straße gegenüber von Westend und dokumentierte in zahlreichen Fotografien das sandige Ödland am Hang nach Westend, wo sich fast hundert Jahre zuvor Napoleons Lager befand.

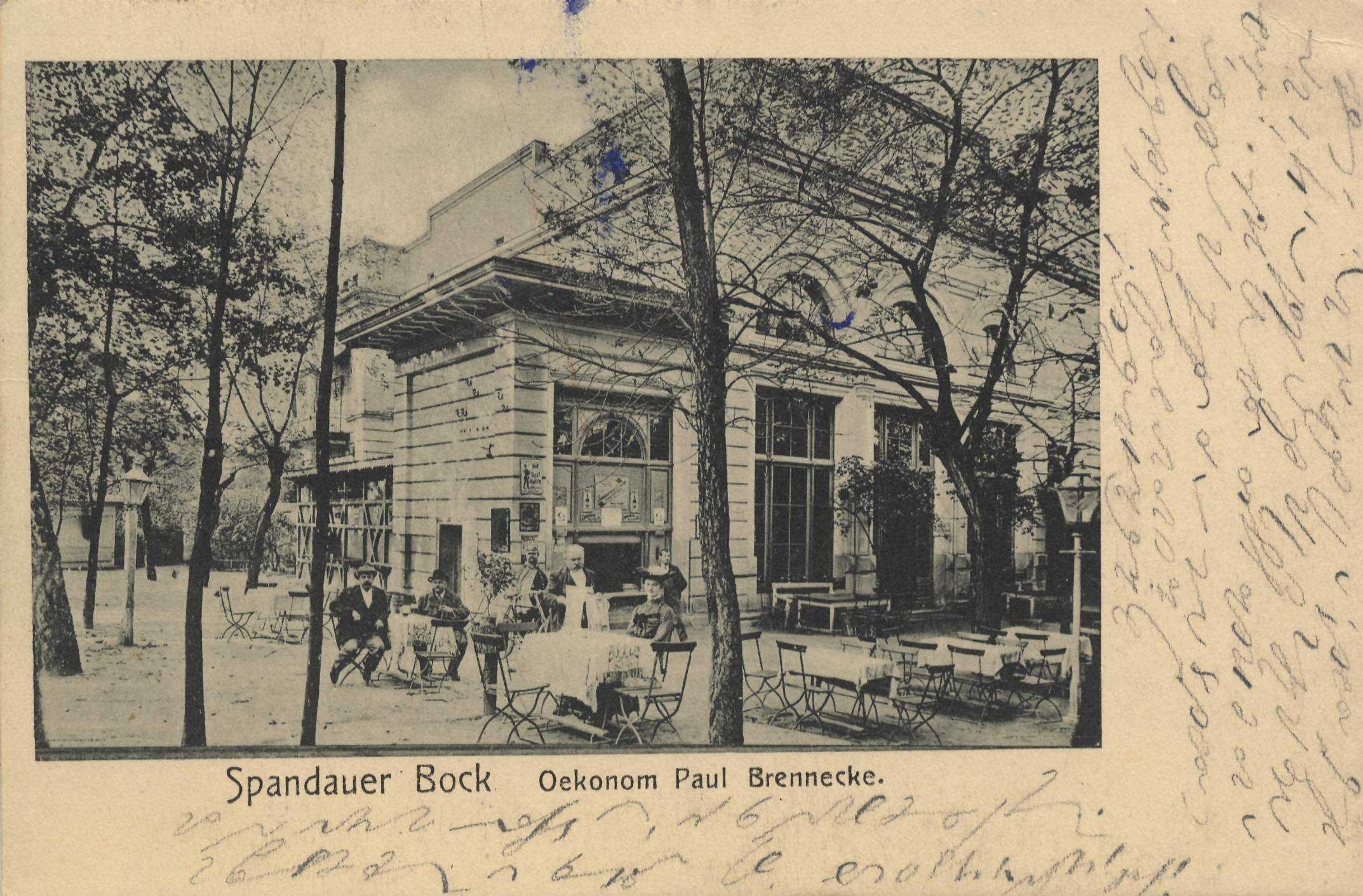
Gaststätte Spandauer Bock

Im Jahr 1840 erwarb ein bayerischer Bierbrauer, der in Spandau Bockbier braute, das heute im Winkel zwischen Spandauer Damm und Reichsstraße gelegene Gelände und eröffnete dort einen kleinen Ausschank, der im Berliner Volksmund „Spandauer Bock“ genannt wurde. 1854 verlegte er seine Brauerei aus Spandau auf das auf der gegenüberliegenden Seite des Spandauer Damms gelegene Gelände des Spandauer Bergs, die von da an Spandauerberg-Brauerei hieß. Die dort entstehende Gaststätte nannte der Volksmund entsprechend „Zibbe“ (norddeutsch für ‚Mutterschaf‘). Mit der Zeit entwickelte sich ein reger Ausflugsverkehr von Charlottenburg und Berlin zum „Spandauer Bock“. Die beiden Ausflugsgaststätten und die Brauerei wurden im Zweiten Weltkrieg zerstört und nicht wieder aufgebaut.
Die Entwicklung Westends in seiner heutigen Form begann Ende der 1860er Jahre. Der zu Vermögen gekommene Zeitschriftenverleger Ludwig von Schaeffer-Voit ließ östlich der Brauerei am Hang zur Spree das Schloss Ruhwald erbauen und einen großzügigen Landschaftsgarten, den heutigen Ruhwaldpark, um das Schloss herum anlegen.
Etwa zur gleichen Zeit begann die 1866 von Albert Werckmeister (gemeinsam mit Heinrich Quistorp, dem Baumeister Martin Gropius, dem Bankier Eichhorn und dem Lotterieeinnehmer Tuchen) gegründete Kommanditgesellschaft auf Aktien „Westend“ große Flächen in Westend aufzukaufen, zu parzellieren und bebaut oder unbebaut weiterzuverkaufen. Schon kurz nach der Gründung geriet die Gesellschaft in Schwierigkeiten. Nach deren Auflösung 1868 gingen die Geschäfte auf die Westend-Gesellschaft H. Quistorp & Co. zu Berlin über, in der Heinrich Quistorp – Bruder von Johannes Quistorp, der gleichzeitig das Stettiner Westend errichtete – und Ferdinand Scheibler persönlich haftende Gesellschafter waren. Zur Wasserversorgung Westends wurde das Wasserwerk am Teufelssee 1871–1872 errichtet. Durch die Börsenkrise 1872 und durch Streitigkeiten mit der Stadt Charlottenburg geriet die Westend-Gesellschaft in eine finanzielle Schieflage und ging 1873 in Konkurs.
Mit der Vollendung der Ringbahn wurde 1877 der Bahnhof Westend eröffnet. Damit wurde die Verkehrssituation nicht nur für Westend, sondern auch für Charlottenburg wesentlich verbessert. Der Charlottenburger Bahnhof an der Stadtbahn wurde erst 1882 eröffnet.

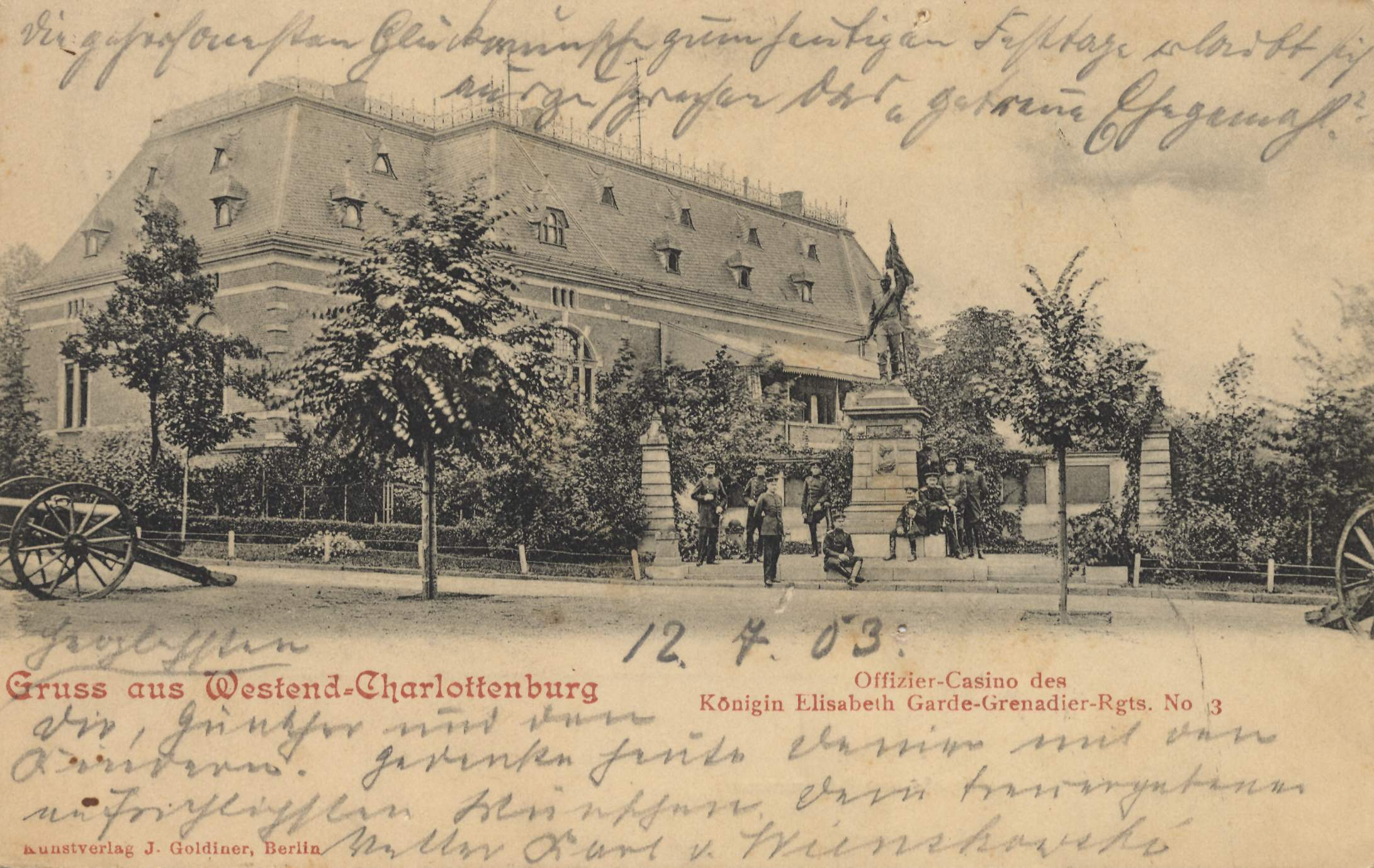
Das Offizierskasino an der Soorstraße beherbergt heute ein tibetisch-buddhistisches Zentrum

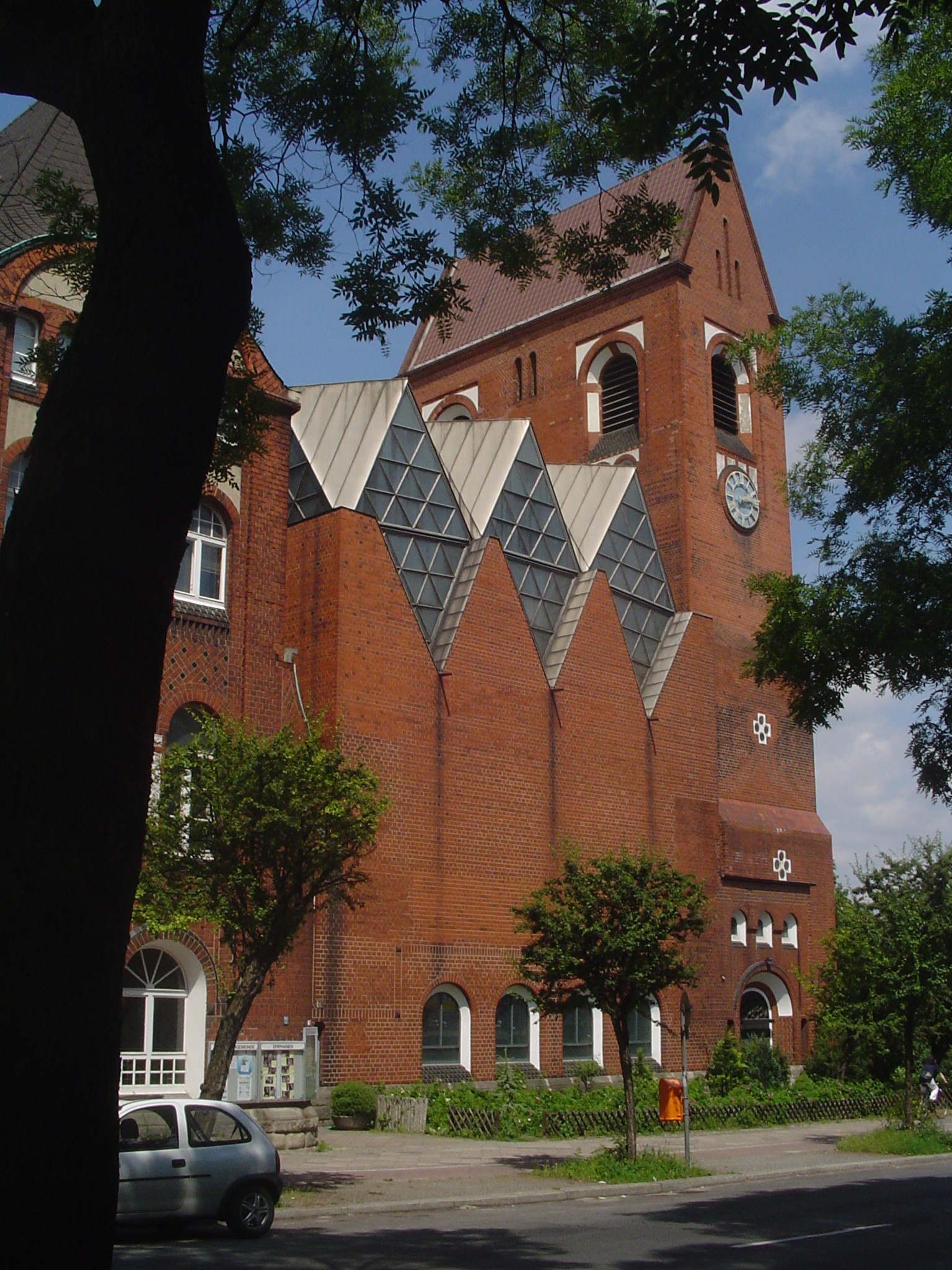
Die 1957–1960 verändert wieder aufgebaute Epiphanienkirche

Nach dem Zusammenbruch der Westend-Gesellschaft war die Bautätigkeit in Westend zum Erliegen gekommen, und einige Villen standen leer. Ab dem Ende der 1870er Jahre entspannte sich die Situation. Durch die Bevölkerungsexplosion im Berliner Raum erlebte Westend einen Aufschwung, sodass bis zur Jahrhundertwende das ursprünglich parzellierte Gelände im Wesentlichen bebaut war. Am Hang des Teltow entstand in den 1890er Jahren zwischen der Soor- und Königin-Elisabeth-Straße die Kaserne des Königin Elisabeth Garde-Grenadier-Regiments Nr. 3, im Jahr 1906 östlich davon nach Entwürfen von Jürgen Kröger die Epiphanienkirche und 1904 nördlich das Krankenhaus Westend (heute: DRK-Kliniken Westend).

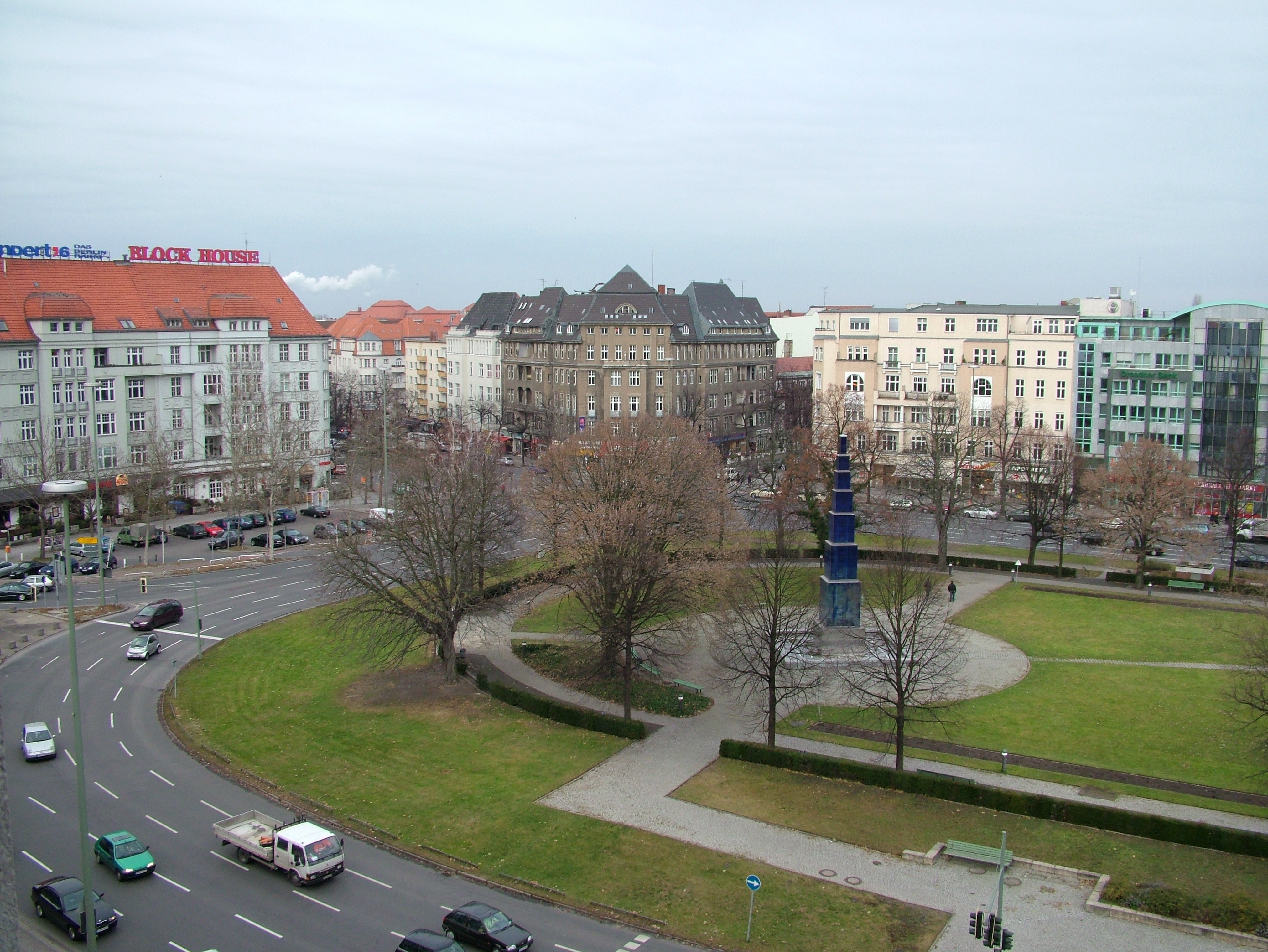
Theodor-Heuss-Platz, ehemals: Reichskanzlerplatz

Im Jahr 1908 erhielt Westend mit der Eröffnung des von Alfred Grenander entworfenen U-Bahnhofs Reichskanzlerplatz (heute: Theodor-Heuss-Platz) Anschluss an die Berliner U-Bahn. Damit waren nun auch die südlichen und westlichen Bereiche Westends verkehrsgünstig gelegen, sodass Neu-Westend an der Reichsstraße und westlich davon entstand. Die im alten Westend rechtwinklige Straßenführung wurde außerhalb der Hauptachsen durch dem Zeitgeist gemäße geschwungene Linien ersetzt. Statt wie das alte Westend mit Villen wurde Neu-Westend mehrheitlich mit Miets- und Reihenhäusern bebaut. Die auf Neu-Westender Grund 1889 eröffnete Trabrennbahn wurde 1908 nach Ruhleben verlagert. Auf dem Gelände einer Kiesgrube wurde 1919 bis 1922 vom Charlottenburger Stadtgartendirektor Erwin Barth der Sachsenplatz (heute: Brixplatz) errichtet, ein kleiner tief eingeschnittener Park, der die Geologie und Vegetation der Mark Brandenburg nachbildet.

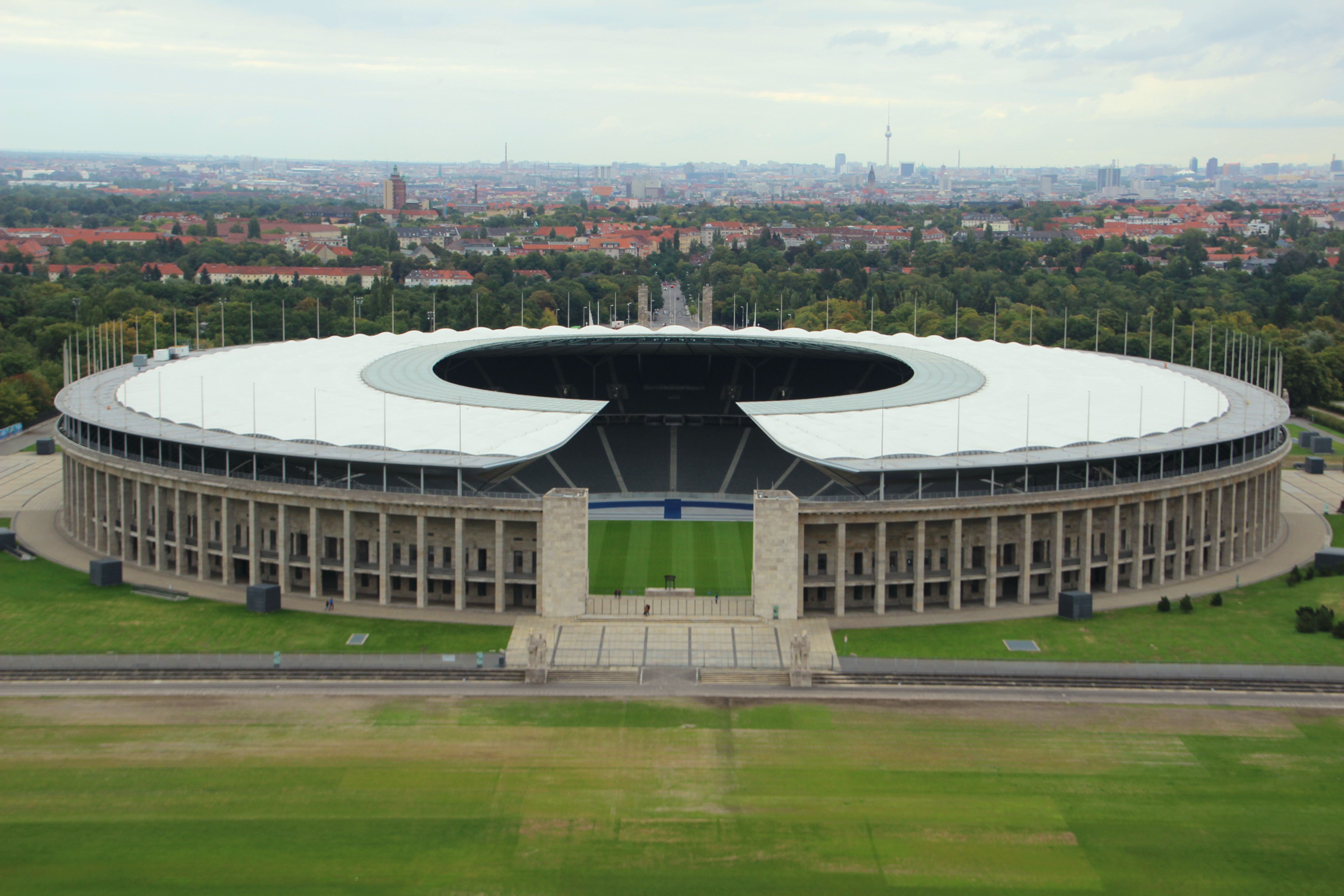
Olympiastadion Berlin

Zur Eröffnung des Deutschen Stadions wurde 1913 die U-Bahn-Linie für Veranstaltungen zum U-Bahnhof Stadion (heute: Olympia-Stadion) verlängert. Der 1913 bereits im Rohbau fertiggestellte Bahnhof Neu-Westend wurde aufgrund der Kriegsereignisse erst 1922 in Betrieb genommen, wodurch die U-Bahn-Linie nun regelmäßig befahren wurde. Von 1907 bis 1911 wurde die Spandauer Vorortbahn erbaut, die heute mit den S-Bahnhöfen Messe Süd (Eichkamp), Heerstraße, Olympiastadion und Pichelsberg den Ortsteil erschließt.
In den 1920er Jahren entstanden am nordwestlichen Rand Westends die ausgedehnten Anlagen des Deutschen Sportforums. Ebenfalls zu dieser Zeit entstand im Südosten des Ortsteils das Berliner Messegelände. Ende der 1920er Jahre bauten Architekten des Bauhauses und der Neuen Sachlichkeit wie Mendelsohn und die Brüder Hans und Wassili Luckhardt eigene, heute denkmalgeschützte Villen Am Rupenhorn, dem Hochufer über dem Stößensee. Anlässlich der Olympischen Sommerspiele 1936 entstanden das Berliner Olympiagelände und die Deutschlandhalle.

## Bevölkerung
| Jahr | Einwohner |
| ---- | --------- |
| 2007 | 37.718    |
| 2010 | 38.007    |
| 2015 | 40.248    |
| 2020 | 41.328    |
| 2021 | 40.345    |
| 2022 | 40.984    |
| 2023 | 40.951    |
| 2024 | 41.046    |

Quelle: Statistischer Bericht A I 5. Einwohnerregisterstatistik Berlin. Bestand – Grunddaten. 31. Dezember. Amt für Statistik Berlin-Brandenburg (jeweilige Jahre)

## Politik
Botschaften und diplomatische Vertretungen

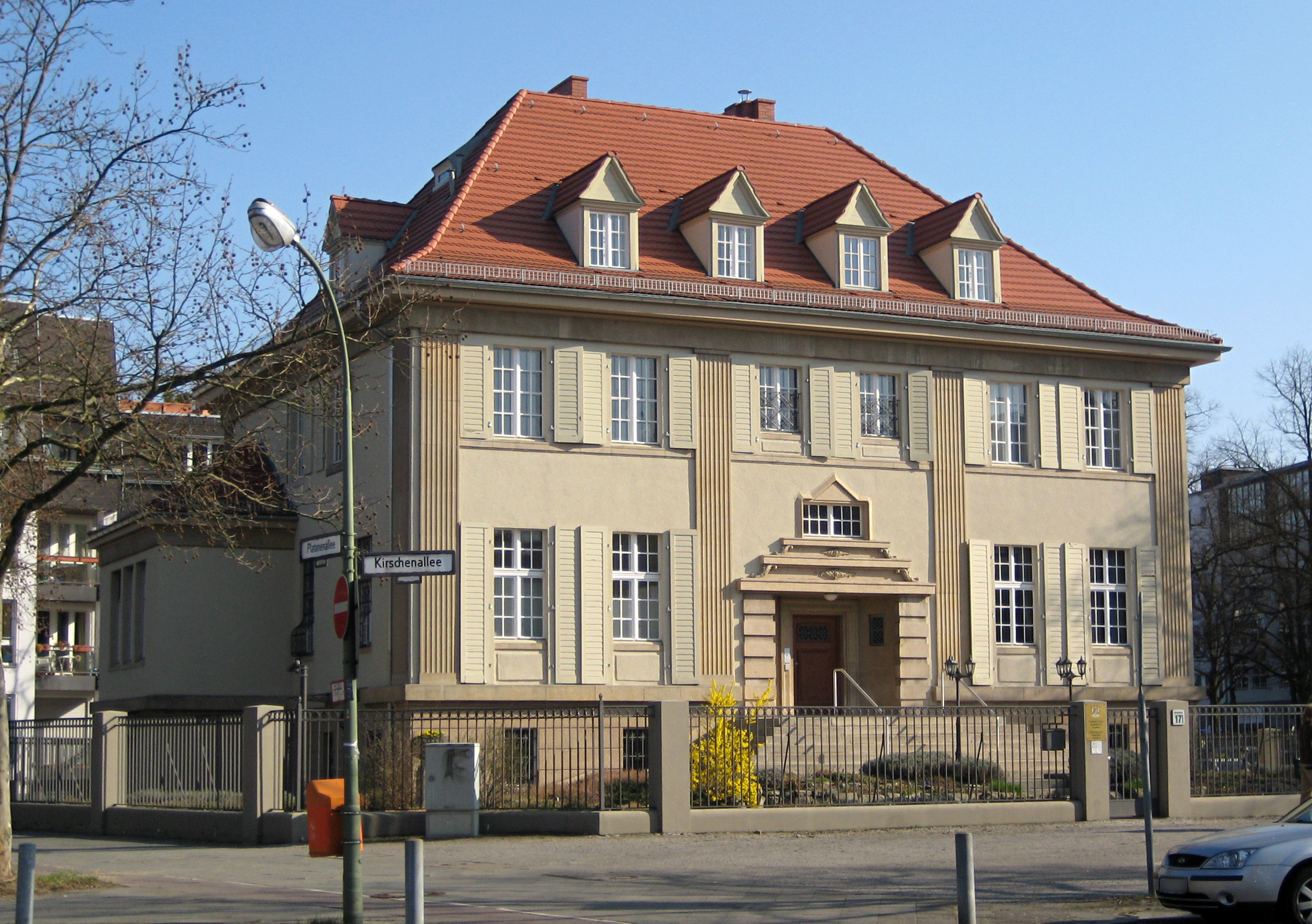
Namibische Botschaft in der historischen Goldsteinvilla

- Armenien
- Burkina Faso
- Kamerun
- Demokratische Republik Kongo
- Namibia
- Tansania
- Türkei (Konsulat)
- Tunesien

## Sehenswürdigkeiten

Bauphasen des Berliner Funkturms 1925/1926

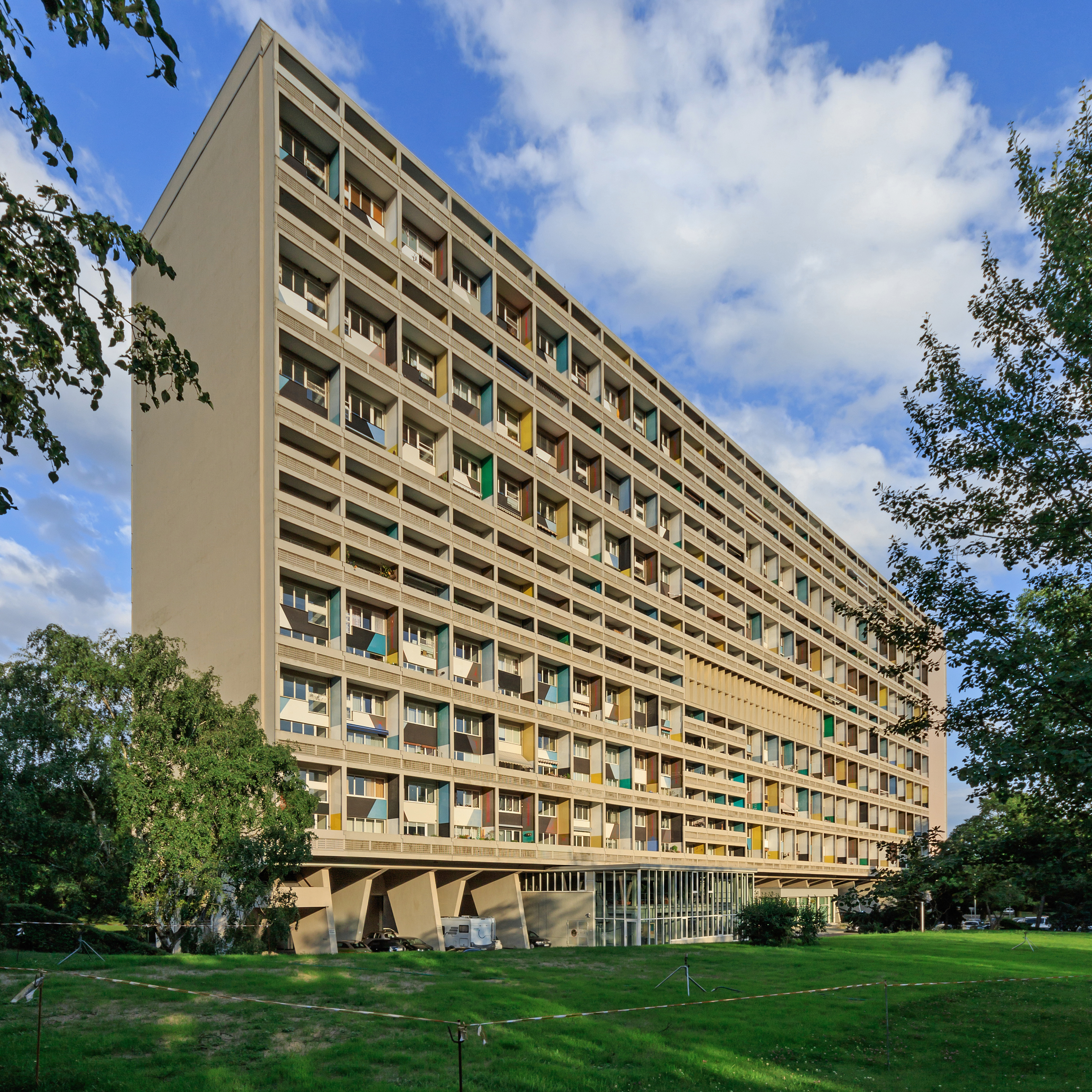
Corbusierhaus

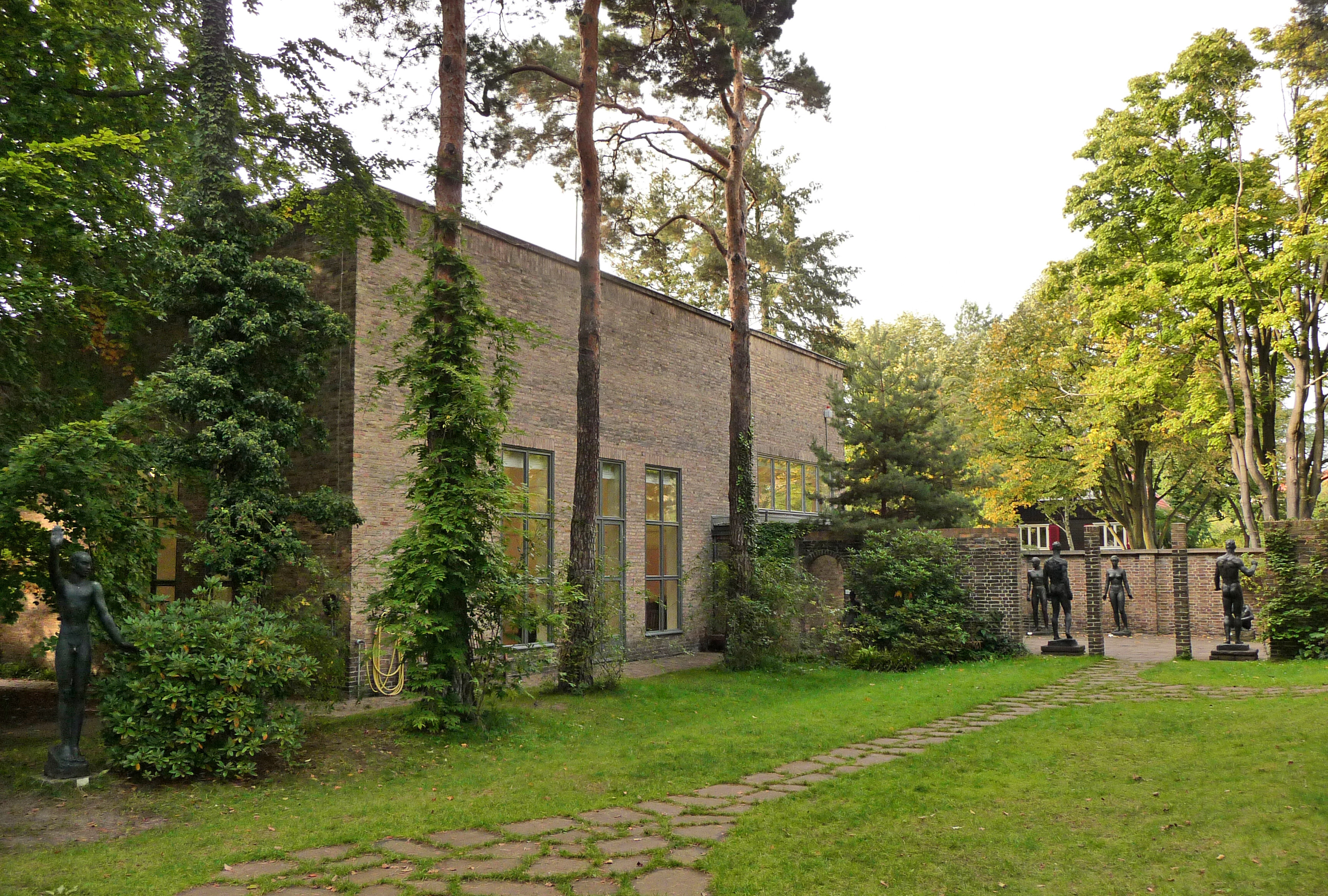
Georg-Kolbe-Museum

### Bauwerke
- Der Funkturm, von 1924 bis 1926 von Heinrich Straumer auf dem Areal des Berliner Messegeländes erbaut, ist mit einer Höhe von knapp 147 m eines der bekanntesten Wahrzeichen Berlins.
- Das Internationale Congress Centrum Berlin (ICC) wurde 1975–1979 von Ralf Schüler und Ursulina Schüler-Witte erbaut. Das seit September 2019 unter Denkmalschutz stehende ICC ist derzeit (Stand: September 2019) wegen Baufälligkeit geschlossen. Wann eine Sanierung beginnen kann, ist noch offen.[5]
- Das Olympiastadion wurde 1934–1936 anlässlich der Olympischen Sommerspiele 1936 von Werner March erbaut und 2000–2004 umgebaut und renoviert.
- Das Corbusierhaus (Unité d’habitation, Typ Berlin), Flatowallee 16, wurde 1956–1958 nach Plänen von Le Corbusier erbaut. Es ist die dritte Wohneinheit nach denen in Marseille und Nantes und stellt einen eigenständigen Beitrag zur Interbau dar. Links des Eingangs befindet sich die Darstellung des Modulors, des von Le Corbusier entwickelten Proportions-Systems.
- Die Wassertürme Charlottenburg-Westend I und II, Akazienallee 33–39, wurden 1881 nach Plänen von Bernhard August Salbach bzw. 1909 nach Entwürfen von Heinrich Seeling erbaut. Der Turm II wurde durch die Wasserwerke Teufelssee und Jungfernheide beliefert, seine zwei übereinandergeordnete Behälter fassten jeweils 500 m³. Beide Türme wurden zu Loftwohnungen umgebaut.
- Das Atelier- und Wohnhaus des Bildhauers Georg Kolbe in der Sensburger Allee 25 wurde 1928–1929 nach Plänen von Ernst Rentsch als streng kubischer Backsteinbau erbaut und 1932 nach Plänen von Paul Lindner erweitert. Es beherbergt heute das Georg-Kolbe-Museum.
- Das Haus des Rundfunks in der Masurenallee wurde von Hans Poelzig in den Jahren 1929–1930 erbaut und war eines der ersten Rundfunkgebäude in Europa.
- Die Berliner Waldbühne gilt als eine der schönsten Freilichtbühnen Europas. Sie liegt westlich des Olympiageländes und bietet Platz für 22.000 Zuschauer.
- Der Sendemast Scholzplatz hat eine Höhe von 230 m und wurde 1963 errichtet. Er wird vom RBB für dessen Rundfunk- und Fernsehprogramme betrieben.
- Die Stößenseebrücke von 1909, eine Stahl-Fachwerkbrücke über den Stößensee und die Havelchaussee aus einem System aus Kragträgern mit angeschlossenen Schleppträgern und einer Spannweite von rund 50 m. Sie geht auf Planungen des Bauingenieurs Karl Bernhard zurück.

Beispiele für die Villenbebauung in Westend
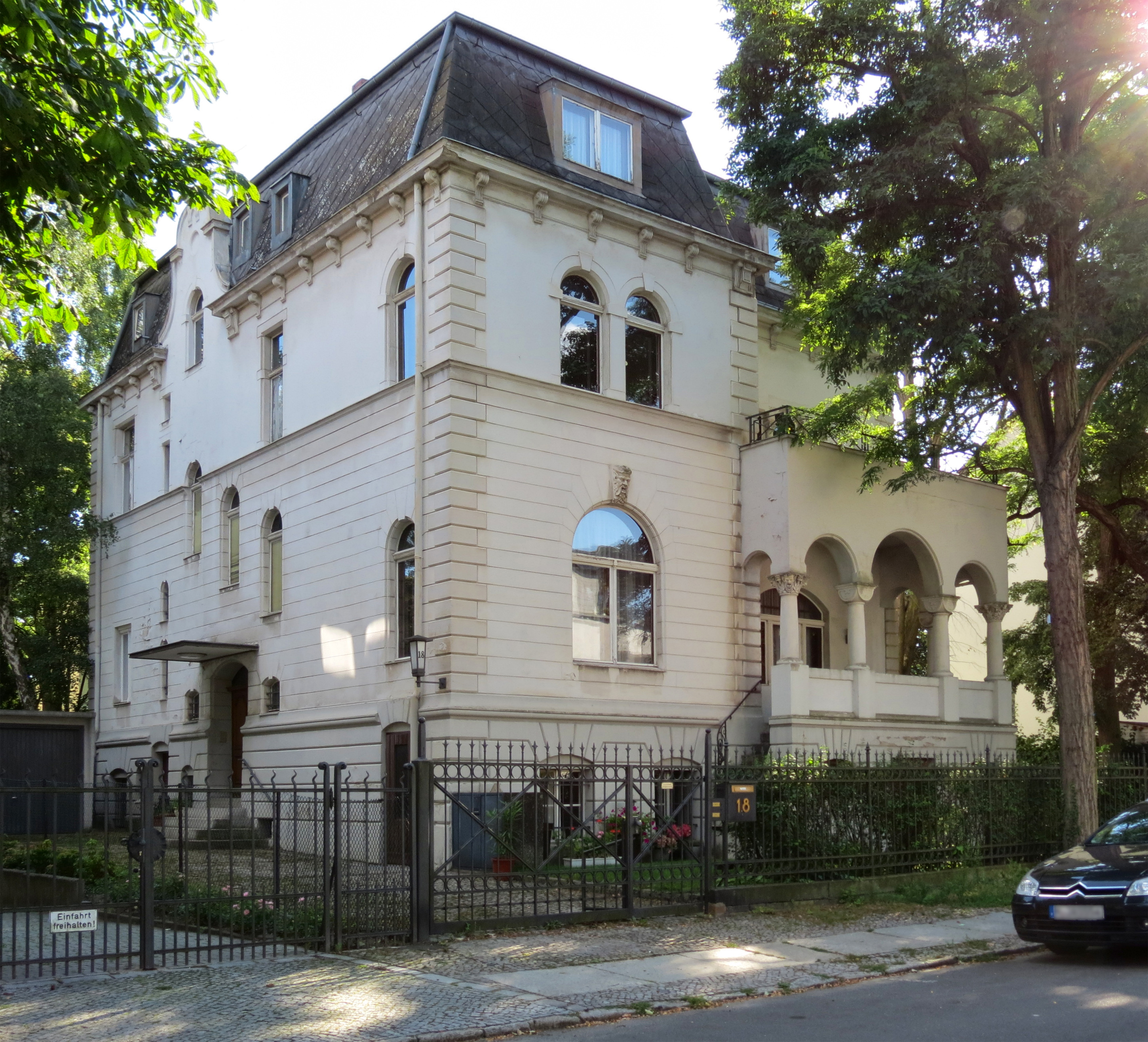
Akazienallee 18
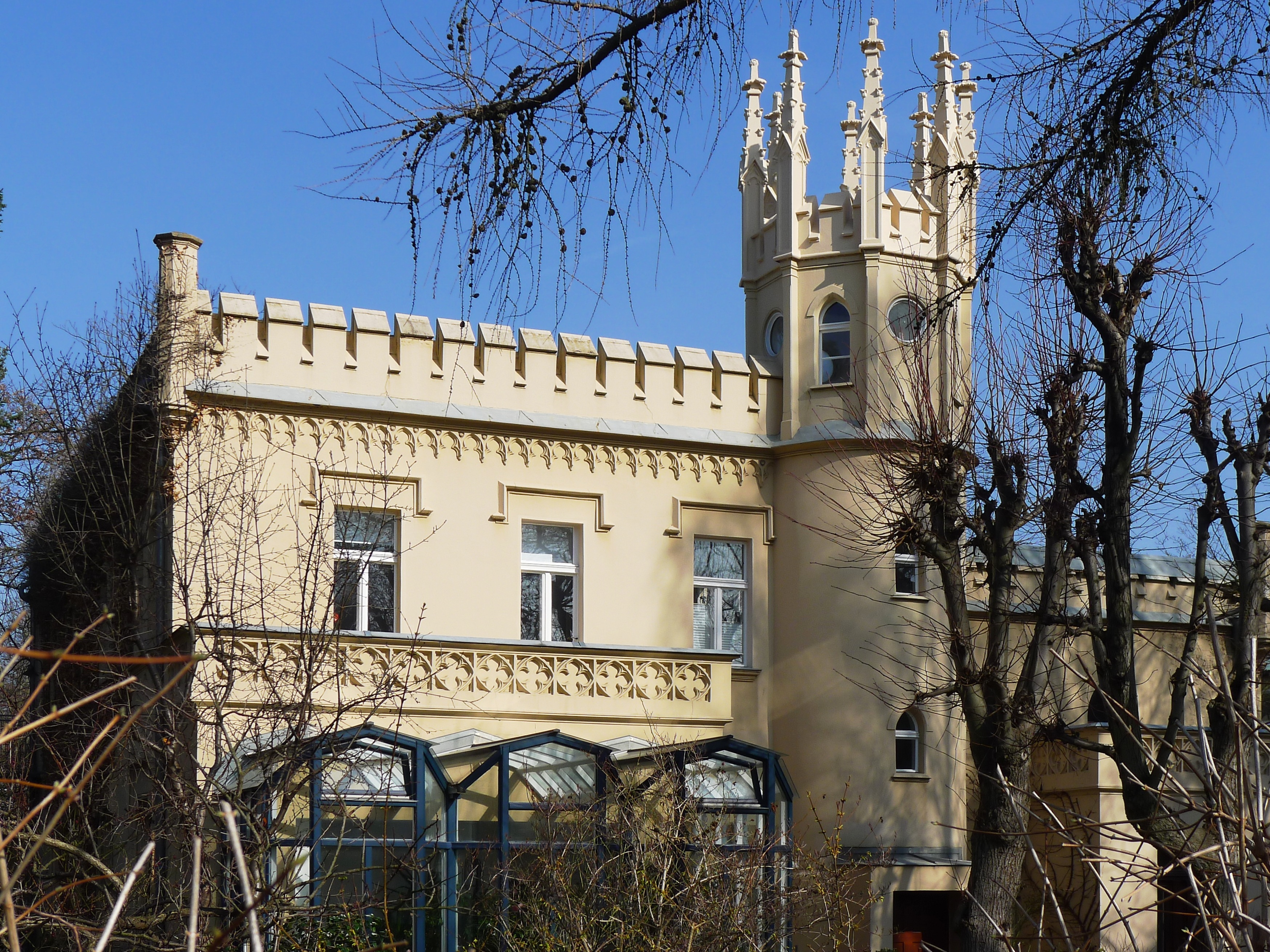
Ulmenallee 3
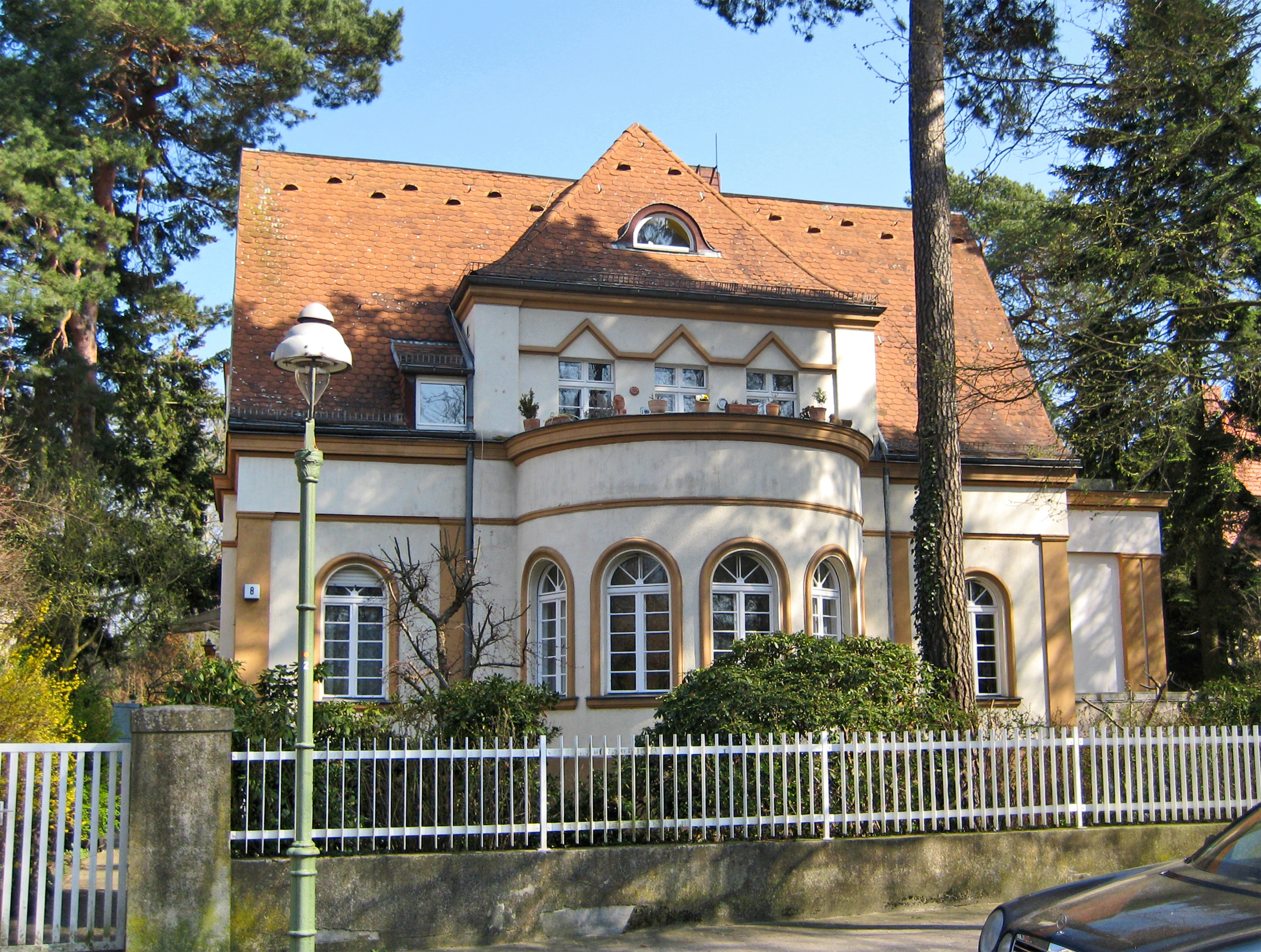
Jasminweg 8
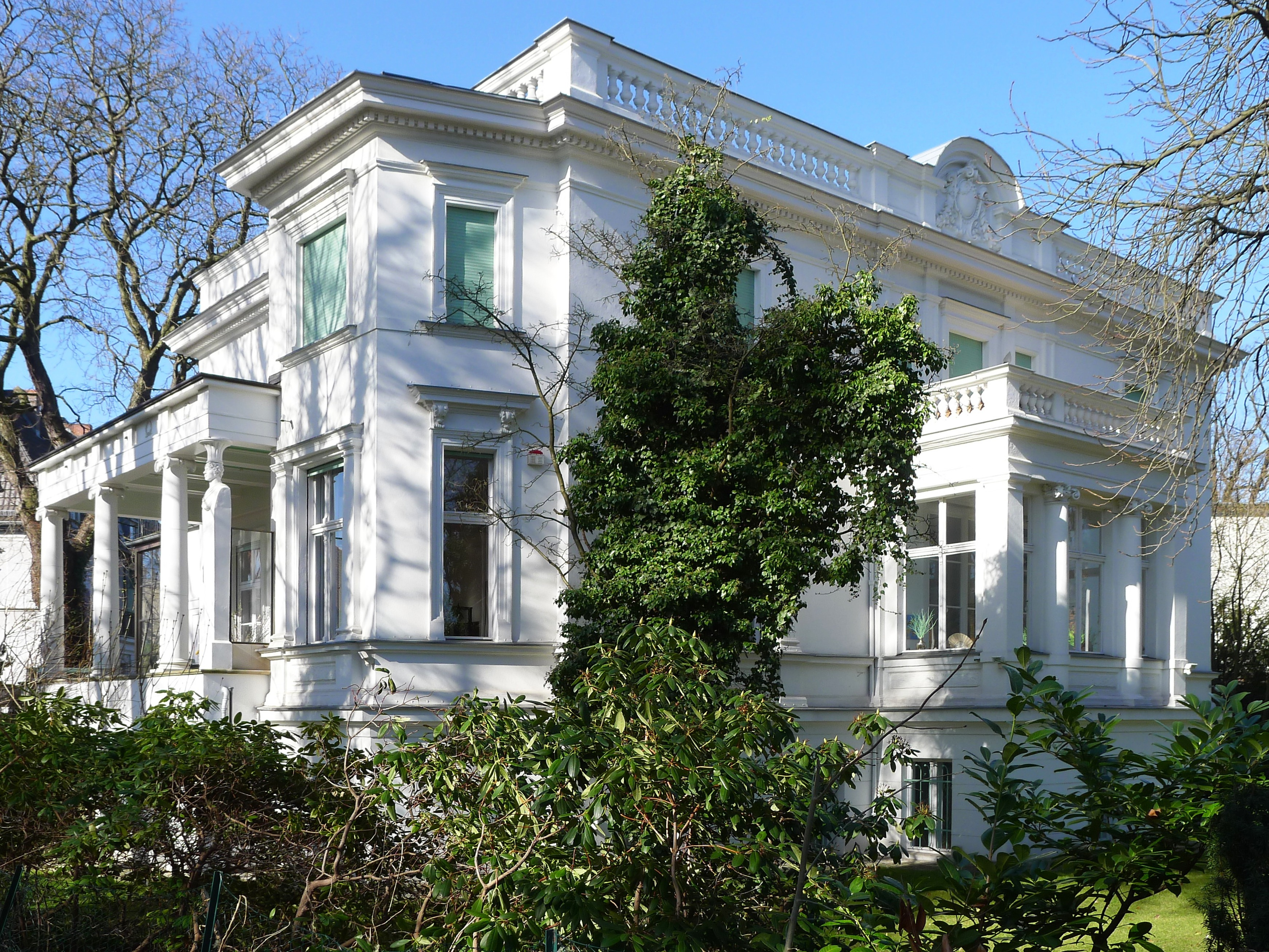
Branitzer Platz 5
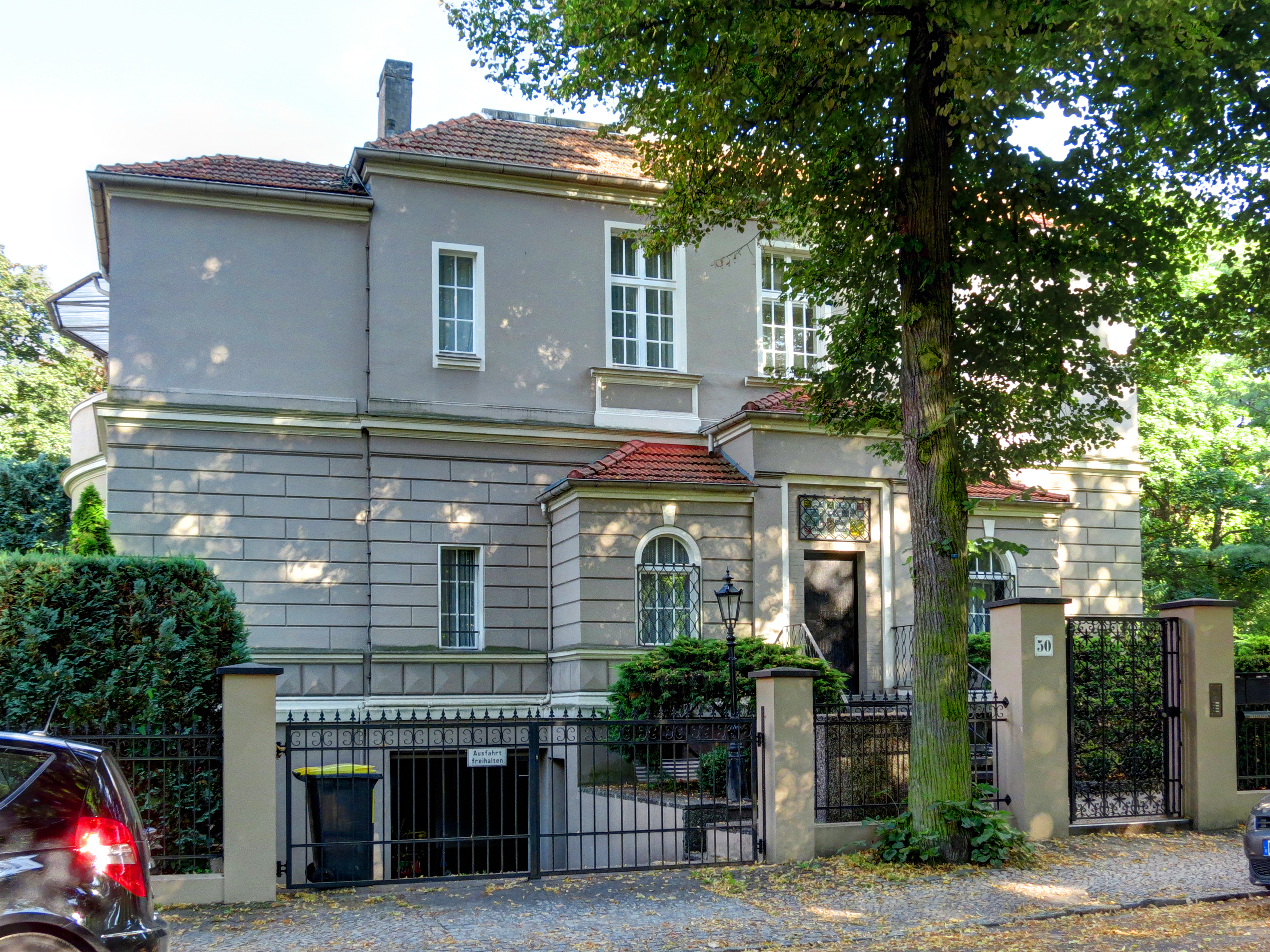
Lindenallee 50
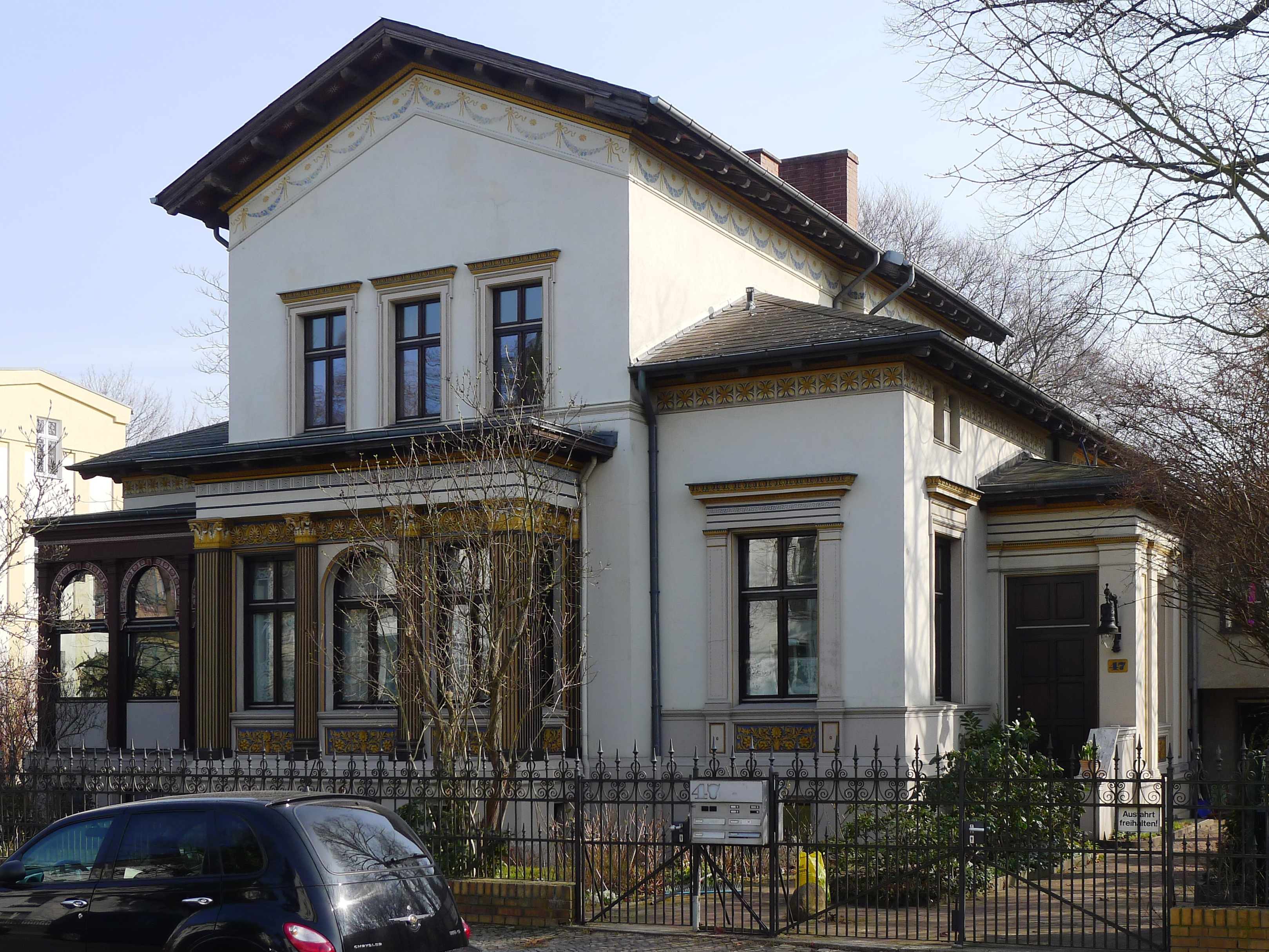
Ahornallee 47

### Sakralbauten
- Anglikanische St. George’s Church
- Katholische Heilig-Geist-Kirche
- Evangelische Neu-Westend-Kirche
- Evangelische Epiphanien-Kirche
- Evangelische Friedenskirche
- Rumänisch-orthodoxe Kirche Heilige Erzengel Mihail und Gavriil

### Parks und Naturschutzgebiete

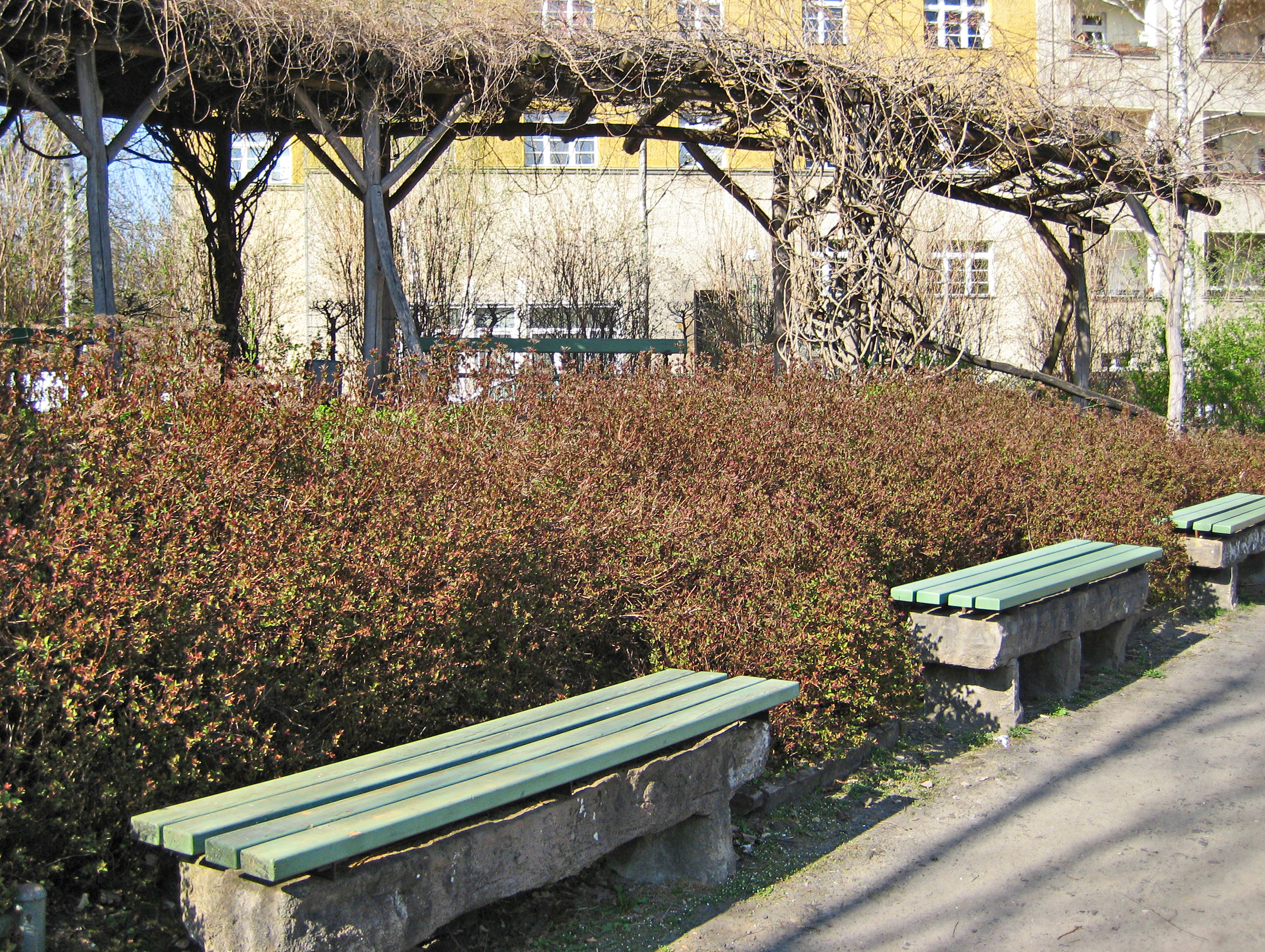
Brixplatz

Der Park am Brixplatz wurde aus einer ehemaligen Kiesgrube nach Plänen von Erwin Barth von 1919 bis 1922 gestaltet, wobei die natürlichen Vegetationsbilder und geologischen Formationen der Mark Brandenburg nachgebildet werden. Eine Bürgerinitiative hat die Pflege des botanischen Lehrgartens übernommen und hiermit bislang den Erhalt dieses Gartendenkmals gesichert.
Am Westrand des Ortsteils liegen zwei Naturschutzgebiete mit jeweils spezifischen Biotopen. Die Fließwiese Ruhleben, die zudem als Schutzgebiet der europäischen Fauna-Flora-Habitat-Richtlinie und als Bestandteil des länderübergreifenden Schutzgebietssystems Natura 2000 ausgewiesen ist, stellt ein Verlandungsmoor dar. Den ehemaligen See prägt ein Bestand an seltenen Wasserpflanzen, ein Schwarzerlenbiotop und der Amphibienreichtum, darunter insbesondere des streng geschützten Kammmolchs. Es gehört zur Stauch-/Endmoränenlandschaft Murellenberge, Murellenschlucht und Schanzenwald, die einen Teil des Teltownordbandes bilden. Insbesondere die Trockenrasenbereiche der Murellenschlucht verfügen über eine vielfältige und bestandsbedrohte Flora und Fauna. Der Denkzeichenweg (Denkzeichen zur Erinnerung an die Ermordeten der NS-Militärjustiz am Murellenberg) durch die Schlucht und auf den Hügeln erinnert mit der Installation von 104 Verkehrsspiegeln an die Hinrichtungen von Deserteuren und sogenannten „Wehrkraftzersetzern“ in den letzten Monaten des Zweiten Weltkriegs an dieser Stelle.

## Verkehr

### Individualverkehr

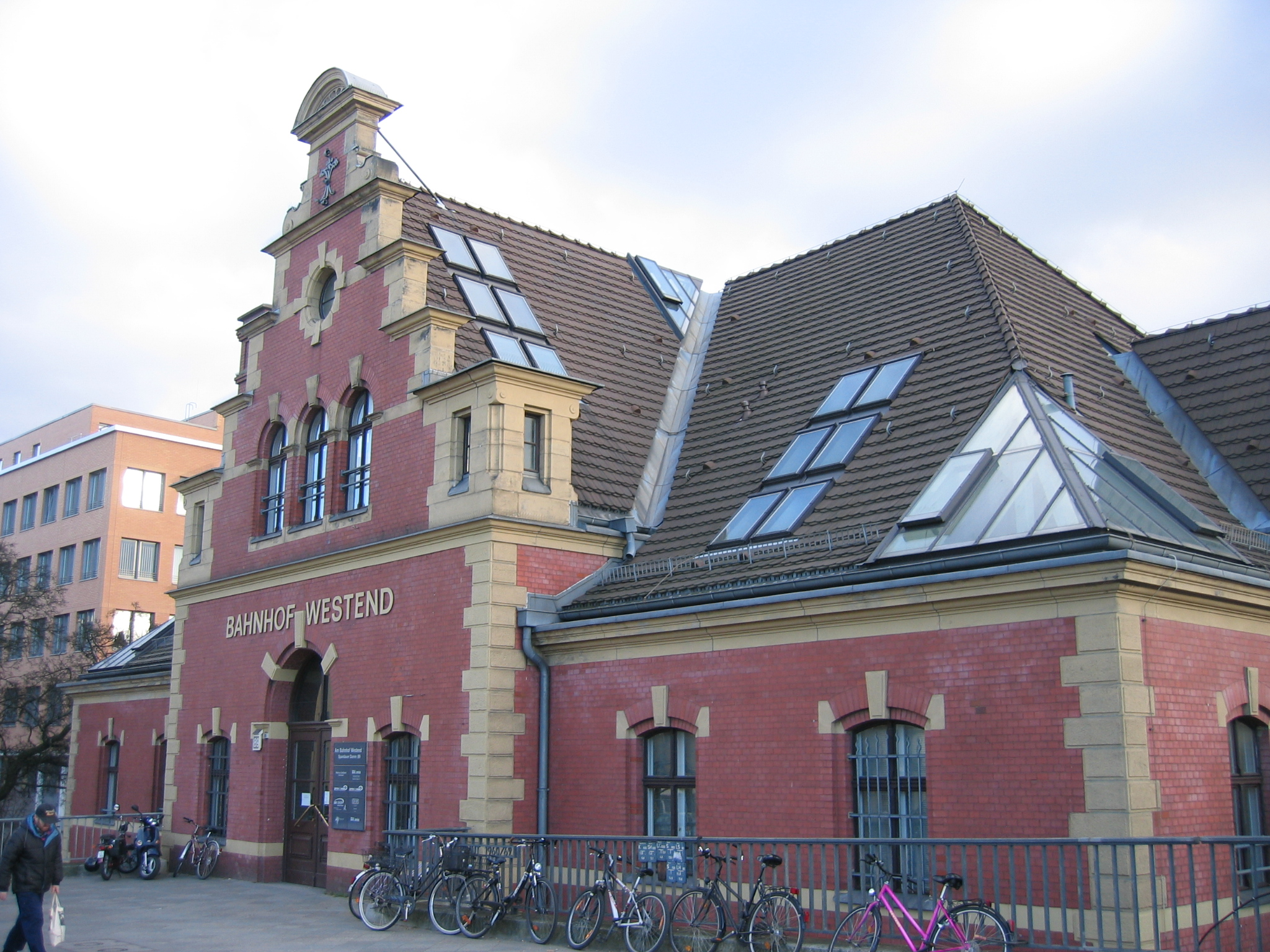
Bahnhof Westend

Das Verkehrswesen Westends ist gut ausgebaut, da die Verkehrsträger durch die urbane Lage, die großen Plätze und die vielen Sehenswürdigkeiten (Olympiastadion, Messe usw.) generell wichtig sind. In Ost-West-Richtung wird Westend von den auf gemeinsamer Trasse verlaufenden Bundesstraßen B 2 und B 5 gekreuzt. Die Stadtautobahn (A 100) tangiert den Ortsteil mit mehreren Ausfahrten im Osten. Im Südosten liegt das Autobahndreieck Funkturm, von wo die A 115 nach Südosten in Richtung Wannsee und Potsdam abzweigt.

### Öffentlicher Personennahverkehr
Durch Westend führt die 1908 teils eröffnete und 1913 ganz eröffnete U-Bahn-Linie U2. Später, im Jahr 1928, wurde die heutige Linie U2 um einen Bahnhof nach Ruhleben verlängert. Der Streckenabschnitt, der durch Westend führt, ist der letzte westliche Abschnitt der U2. Sie verbindet Westend mit Charlottenburg, Schöneberg, Mitte, Prenzlauer Berg und Pankow. Außerdem befindet sich im Ortsteil eine Betriebswerkstatt der Berliner U-Bahn.
Westend ist schienenmäßig auch mit der S-Bahn gut an das Berliner Stadtgebiet und das Berliner Umland angebunden. Die Ringbahn (S-Bahn-Linien S41, S42 und S46) tangiert den Ortsteil östlich mit den Stationen Messe Nord/ZOB und Westend. Die Linie S46 hat ihren Endpunkt in Westend und fährt weiter auf dem südlichen Ring, danach über Schöneweide nach Königs Wusterhausen. Von großer Bedeutung sind auch die Linien S3 und S9. Sie kommen aus Spandau und halten in Westend an den Bahnhöfen Pichelsberg, Olympiastadion, Heerstraße und Messe Süd. Beide Linien fahren weiter durch Charlottenburg auf die Stadtbahntrasse durch Tiergarten und Mitte, von wo aus die S3 weiter über Köpenick nach Erkner und die S9 zum Flughafen Berlin Brandenburg fährt. Der Bahnhof Westkreuz ist ein wichtiger Umsteigepunkt zwischen der Ring- und den Vorortbahnen aus Potsdam und Spandau.
Außerdem ist Westend durch zahlreiche Buslinien verbunden: die Metrobuslinien M45 und M49, Expressbuslinien X34 und X49, normale Buslinien 130, 131, 139, 143 (bis Dezember 2021: 104), 218 und 349, sowie die Nachtbuslinien N2 und N42.

## Bildung und Kultur
Westend besitzt mehrere Gymnasien. Die Herder-Oberschule in der Westendallee, das Heinz-Berggruen-Gymnasium (ehemals: Erich-Hoepner-Gymnasium und zuvor Charlottenburger Gymnasium) in der Bayernallee und die Wald-Oberschule in der Waldschulallee bilden das sogenannte „Dreieck“. Die drei Gymnasien haben unterschiedliche Schwerpunkte: Die Herder-Oberschule hat eine mathematisch-naturwissenschaftliche Orientierung und ist Mitglied im MINT-EC. Das Heinz-Berggruen-Gymnasium hat seinen Schwerpunkt in musisch-künstlerischen Bereich, während die Wald-Oberschule ihren Schwerpunkt bei Sport und Sprachen setzt. Die 1926 gegründete Katholische Schule Liebfrauen hat hier ihren Sitz.
Am Rupenhorn 5 ist seit 2003 das Touro College Berlin ansässig, Teil des jüdisch-amerikanischen Touro-Hochschulnetzwerks.
Eine staatlich anerkannte Grundschule in privater Trägerschaft ist die Schele-Schule.
Kulturelle Einrichtungen im Ortsteil sind das Georg-Kolbe-Museum in der Sensburger Straße 25, das U-Bahn-Museum in der Rossitenstraße 1 und das Berliner Westallierten-Museum am Olympischen Platz 7/Hanns-Braun-Straße.

## Persönlichkeiten
Westend war und ist eine bevorzugte Wohngegend zahlreicher Persönlichkeiten.
- Conrad Ansorge (Pianist und Komponist), wohnte Nußbaumallee 27
- Elly Beinhorn (Fliegerin) und Bernd Rosemeyer (Rennfahrer), wohnten Bayernallee 10/11
- Ernest Beutler (Mediziner und Verfolgter des Nationalsozialismus), wohnte Theodor-Heuss-Platz 2
- Karl Bonhoeffer (Psychiater und Neurologe sowie Direktor der Klinik für psychische und Nervenkrankheiten der Charité in Berlin), wohnte mit seinen Söhnen Dietrich und Klaus Marienburger Allee 43
- Cato Bontjes van Beek (Widerstandskämpferin gegen den Nationalsozialismus), wohnte Kaiserdamm 22
- Felix Borchardt (Landschafts- und Porträtmaler), wohnte um 1914 Kaiserdamm 39 (heute: Ecke Heerstraße/Theodor-Heuss-Platz)
- Alfred Braun (Rundfunkpionier), wohnte Kastanienallee 34 und Preußenallee 36
- Lil Dagover (Schauspielerin), wohnte Arysallee 4
- Marlene Dietrich (Schauspielerin und Sängerin), wohnte Akazienallee 48
- Günter von Drenkmann (Präsident des Kammergerichts Berlin), wohnte Bayernallee 10/11
- Heli Finkenzeller (Schauspielerin), wohnte Rauschener Allee 5
- Dietrich Fischer-Dieskau, wohnte in der Lindenallee
- Wilhelm Foerster (Astronom), wohnte mit seinem Sohn Karl Foerster (Staudengärtner) 1904–1911 Ahornallee 32
- Willi Forst (Schauspieler und Regisseur), wohnte Sachsenplatz 12
- Willy Fritsch (Schauspieler und Sänger), wohnte Kaiserdamm 95
- Gustav Fröhlich (Schauspieler), wohnte Kurländer Allee 1
- Stefan George (Schriftsteller), wohnte Ebereschenallee 3 und Ahornallee 31
- Erich (Architekt und Widerstandskämpfer gegen den Nationalsozialismus) und Elisabeth Charlotte Gloeden (Juristin und Widerstandskämpferin), wohnten Kastanienallee 23
- Henriette Gottlieb verheiratete Henriette Huth (Opernsängerin und Opfer des Nationalsozialismus), wohnte Kaiserdamm 84
- Brigitte Grothum (Schauspielerin), wohnte Halmstraße 10
- Karl-Theodor zu Guttenberg (ehemaliger Bundesminister)
- Wolfgang Gruner (Kabarettist und Schauspieler), wohnte Westendallee 57
- Dieter Hallervorden (Kabarettist und Schauspieler)
- Edith Hancke (Schauspielerin), wohnte Eichenallee 6
- Veit Harlan (Regisseur und Schauspieler) und Hilde Körber (Schauspielerin), wohnten am Sachsenplatz 1 (heute: Brixplatz 2)
- Lilian Harvey (Schauspielerin, Sängerin und Tänzerin), wohnte Düsseldorfer Straße 47
- Theodor Haubach (Journalist, Politiker (SPD) und Widerstandskämpfer gegen den Nationalsozialismus), wohnte Falterweg 11
- Johannes Heesters (Schauspieler und Sänger), wohnte Akazienallee 12
- Trude Hesterberg (Filmschauspielerin, Kabarettistin und Sängerin), wohnte Platanenallee
- Paul Hindemith (Komponist), wohnte 1928–1938 Sachsenplatz 1 (heute: Brixplatz 2)
- Otto und Hedwig Hintze (Historiker), wohnten 1933–1939/1940 Kastanienallee 28
- Paul Oskar Höcker (Schriftsteller), wohnte 1908–1929 Lindenallee 21 und danach Nussbaumallee 8
- Curd Jürgens (Schauspieler) wuchs in der Oldenburgallee 57 auf
- Hildegard Knef (Schauspielerin, Chansonsängerin und Autorin), wohnte Oldenburgallee
- Robert Koch (Entdecker des Tuberkulosebazillus), wohnte Ahornallee 39
- Georg Kolbe (Bildhauer), wohnte Sensburger Allee 25
- Gertrud Kolmar (Schriftstellerin), wohnte Ahornallee 37
- Kate Kühl (Kabarettistin), wohnte bis zu ihrem Tod 1970 Altenburger Allee 19
- Richard Kuenzer (Jurist und Diplomat sowie Widerstandskämpfer gegen den Nationalsozialismus), wohnte Ulmenallee 29
- Elisabeth Kuznitzky (Widerstandskämpferin gegen den Nationalsozialismus), wohnte Kastanienallee 23
- La Jana (Tänzerin und Schauspielerin), wohnte Bayernallee 15
- Theo Lingen (Schauspieler), wohnte Meiningenallee 5
- Lotte Lenya (Schauspielerin und Sängerin), wohnte Bayernallee 14
- Sabine und Reinhold Lepsius (Künstlerehepaar), wohnten Ahornallee 30/31
- Theo Mackeben (Komponist), wohnte Marathonallee 15
- Julius Magnus (Jurist und Justizrat sowie Opfer des Nationalsozialismus), wohnte Meerscheidtstraße 13
- Hildegard Margis (Frauenrechtlerin, Autorin und Widerstandskämpferin gegen den Nationalsozialismus), wohnte Lyckallee 28
- Pali Meller (Architekt und Opfer des Nationalsozialismus), wohnte Knobelsdorffstraße 110
- Erich Mendelsohn (Architekt), wohnte 1922–1930 Kastanienallee 32 (Pension Müller) und 1930–1933 Am Rupenhorn 6
- Erwin Milzkott (Musiker), wohnte Eschenallee 14
- Brigitte Mira (Volksschauspielerin, Kabarettistin und Chanson-Sängerin), wohnte Akazienallee 46
- Emil Nolde (Maler), wohnte 1928–1944 Bayernallee 10/11
- Heinz Oestergaard (Modeschöpfer), wohnte Ebereschenallee 4–6
- Anny Ondra (Schauspielerin), wohnte Sachsenplatz 12
- Lilli Palmer (Schauspielerin), wohnte 1917–1932 Hölderlinstraße 11
- Harry Piel (Schauspieler und Regisseur), wohnte Ulmenallee 12
- Henny Porten (Schauspielerin), wohnte am Sachsenplatz
- Magda Quandt (ab 1931 Ehefrau von Joseph Goebbels), wohnte ab 1929 am Reichskanzlerplatz 3
- Carl Raddatz (Film- und Theaterschauspieler), wohnte Stallupöner Allee 54
- Erich Maria Remarque (Schriftsteller), wohnte Kaiserdamm 114
- Joachim Ringelnatz (Kabarettist und Schriftsteller), wohnte 1930–1934 Sachsenplatz 12 (heute: Brixplatz 11)
- Willi Rose (Volksschauspieler), wohnte 1950–1978 Bolivarallee 17
- Heinz Rühmann (Schauspieler und Regisseur), wohnte Karolingerplatz 5
- Erich Salomon (Fotograf), wohnte 1912–1932 Hölderlinstraße 11
- Thilo Sarrazin (ehemaliger Berliner Finanzsenator und Buchautor)
- Hjalmar Schacht (Reichsbankpräsident und Reichswirtschaftsminister), wohnte Badenallee 9
- Max Schmeling (Boxer), wohnte bis 1933 Brixplatz 9
- Bubi Scholz (Boxer), wohnte Am Rupenhorn 9
- Oda Schottmüller (Tänzerin und Bildhauerin sowie aktives Mitglied der „Roten Kapelle“), wohnte Reichsstraße 106
- Arnold Schönberg (Komponist), wohnte Nußbaumallee 17
- Harro und Libertas Schulze-Boysen (Widerstandskämpfer), wohnten 1939–1942 Altenburger Allee 19
- Annemarie Schwarzenbach (Schweizer Schriftstellerin und Journalistin), wohnte 1931–1933 Königin-Elisabeth-Straße
- Georg Simmel (Soziologe und Philosoph), wohnte Nußbaumallee 14 und Königin-Elisabeth-Straße
- Albert Speer (Architekt und Kriegsverbrecher), wohnte Lindenallee 18
- Wolfgang Spier (Schauspieler), wohnte Hessenallee 13
- Camilla Spira (Schauspielerin und Verfolgte des Nationalsozialismus), wohnte Kaiserdamm 118
- Ilse Stöbe und ihr Lebensgefährte Carl Helfrich (Widerstandskämpfer), wohnten in der Ahornallee 48
- Richard Strauss (Komponist, Dirigent), wohnte 1913–1917 Reichskanzlerplatz 2 (heute: Theodor-Heuss-Platz)
- Olga Tschechowa (Schauspielerin), wohnte Kaiserdamm 74
- Ernst Udet (Generaloberst und Generalluftzeugmeister der Wehrmacht), wohnte Stallupöner Allee 11
- Else Ury (Schriftstellerin und Opfer des Nationalsozialismus), wohnte Kaiserdamm 24
- Robert Walser (Schriftsteller), wohnte 1910–1912 Spandauer Berg 1
- Wilhelm Wandschneider (Bildhauer), wohnte 1916–1925 Tannenbergallee 6 (heutige Friedenskirche)
- Kurt Weill (Komponist), wohnte 1928–1932 Bayernallee 14
- Friedrich Weißler (Jurist und Widerstandskämpfer gegen den Nationalsozialismus), wohnte Meiningenallee 7
- Ulrich von Wilamowitz-Moellendorff (Altphilologe), wohnte 1897–1931 Eichenallee 12
- Gustav Wunderwald (Maler), wohnte 1912–1945 Reichsstraße 8